# Werner Unger
Werner Unger (ur. 4 maja 1931 w Strehli, zm. 15 marca 2002 w Berlinie) – niemiecki piłkarz występujący na pozycji pomocnika. Reprezentant NRD.

## Kariera klubowa
Unger karierę rozpoczynał w 1951 roku w zespole SV Vorwärts HVA Leipzig. W pierwszej lidze NRD zadebiutował 9 marca 1952 w wygranym 1:0 meczu z BSG Einheit Pankow. W kwietniu 1953 klub zmienił nazwę na SV Vorwärts KVP Berlin, a w sezonie 1952/1953 Unger zajął z nim 14. miejsce w lidze i spadł do drugiej ligi. Wówczas odszedł do Motoru West Karl-Marx-Stadt, gdzie spędził sezon 1953/1954.
W 1954 roku Unger został zawodnikiem pierwszoligowego Motoru Zwickau i grał tam do 1955 roku. W 1956 roku przeszedł do także pierwszoligowego Vorwärts Berlin, w którym grał już w latach 1951–1953. 24 marca 1957 w zremisowanym 1:1 spotkaniu z BSG Rotation Leipzig strzelił pierwszego gola w lidze. Wraz z Vorwärts pięć razy zdobył mistrzostwo NRD (1958, 1960, 1962, 1965, 1966). W 1968 roku zakończył karierę.

## Kariera reprezentacyjna
W reprezentacji NRD Unger zadebiutował 24 października 1954 w przegranym 1:3 towarzyskim meczu z Bułgarią. W 1964 roku był członkiem reprezentacji, która zdobyła brązowy medal na letnich igrzyskach olimpijskich. W latach 1954–1964 w drużynie narodowej rozegrał 7 spotkań.